# Hannes Autere
Hannes Autere, född 10 oktober 1888 i Saarijärvi, död 27 juli 1967 i Saarijärvi, var en finländsk skulptör.
Hannes Auteres favoritmaterial var trä. Han studerade vid Ateneum och Centralskolan för konstflit 1909–1912, och var därefter assistent från 1913 hos Gunnar Finne.  
Han har betraktats som en av Finlands mest originella träsnidare. Hans humoristiska och vackert patinerade figurer anslöt sig ofta till såväl folkkonsten som den medeltida träsnidarkonsten. Hannes Autere har tilldelats Pro finlandia-medaljen.
Hannes Autere samarbetade från 1927 med skogsindustriägaren Gösta Serlachius. Bland hans mest kända verk är altaret, predikstolen och dekorationer på orgelläktaren i Mänttä kyrka. På Serlachius Joenniemi herrgård vid Mänttä gjorde han också träsniderier på verandan till förvaltarbostadshuset, numera benämnt Autereen Tupa, samt i dess inredning.